# Párnica
Párnica é um município da Eslováquia, situado no distrito de Dolný Kubín, na região de Žilina. Tem 51,99 km² de área e sua população em 2018 foi estimada em 911 habitantes.

## Demografia
| Ano:        | 1994 | 2004   | 2014    | 2024    |
| ----------- | ---- | ------ | ------- | ------- |
| Broj ljudi: | 757  | 737    | 867     | 988     |
| Razlika:    |      | -2,64% | +17,63% | +13,95% |

| Ano:               | 2023 | 2024   |
| ------------------ | ---- | ------ |
| Número de pessoas: | 980  | 988    |
| Diferença:         |      | +0,81% |